# GJ 3082 b
GJ 3082 bとは、地球からほうおう座の方向に約55光年離れた恒星 GJ 3082 の周りを公転している太陽系外惑星である。

## 概要
GJ 3082 bは2020年にドップラー分光法による観測で発見された太陽系外惑星で、このとき同時に発見された他の4つの惑星と共に発見が発表された。下限質量は地球の8.2倍とされており、海王星型惑星であると推定されている。主星から0.079 au（約1180万 km）離れた軌道を11.949日の周期で公転している。